# Physemocecis ulmi
Physemocecis ulmi är en tvåvingeart som först beskrevs av Jean-Jacques Kieffer 1909.  Physemocecis ulmi ingår i släktet Physemocecis och familjen gallmyggor. Inga underarter finns listade i Catalogue of Life.